# VV Cephei
VV Cephei, také HIP 108317, je zákrytová dvojhvězda v souhvězdí Cefea. Je vzdálená přibližně 3 000 světelných let od Země.

## VV Cephei A
VV Cephei A je červený veleobr, jedna z největších známých hvězd. Je spektrálního typu M2 a její průměr je 1 900krát větší než průměr Slunce. Kdyby byla umístěna na místě Slunce ve sluneční soustavě, sahala by až k dráze planety Saturn. Má 315 000krát vyšší svítivost než Slunce. Její hmotnost není přesně známa, prameny udávají od 40 do 100 hmotností Slunce. Podle pohybu obou složek kolem společného těžiště vychází hmotnost 100 Sluncí, podle svítivosti vychází hmotnost kolem 40 Sluncí.

## VV Cephei B
VV Cephei B je modrá hvězda hlavní posloupnosti vzdálená od větší hvězdy 16-20 AU. Její spektrální typ je B8, je asi 10krát hmotnější než Slunce a stotisíckrát svítivější. Oběžná doba systému je 7 430 dní (20,3 roků). Zákryt trvá přibližně 1 300 dní, střed posledního zatmění byl v lednu 1998.